# Sonic Forces
Sonic Forces (яп. ソニック フォース Соникку Фо:су, с англ. — «Соник: Войска») — видеоигра серии Sonic the Hedgehog в жанрах платформер и action-adventure, разработанная студией Sonic Team и изданная компанией Sega 7 ноября 2017 года для консолей PlayStation 4, Xbox One, Nintendo Switch и компьютеров под управлением Windows.
Повествование игры тесно связано с Sonic Mania, которая вышла ранее в этом же году, и рассказывает о попытках ежа Соника и его друзей остановить тиранию доктора Эггмана, который завоевал почти весь мир с помощью некоего артефакта под названием Фантомный Рубин.

## Игровой процесс

«Классический» Соник на уровне «Зелёные холмы»

Sonic Forces представляет собой платформер, выполненный в трёхмерной графике. Игроку доступны три персонажа: Современный Соник, каким он был впервые представлен в Sonic Adventure, Классический Соник, дизайн которого использовался в основном в играх для консоли Mega Drive/Genesis, и созданный игроком персонаж. Иные персонажи, такие как лисёнок Тейлз, ехидна Наклз, Эми Роуз, настоящий ёж Шэдоу, ёж Сильвер, летучая мышь Руж, крокодил Вектор, хамелеон Эспио, пчела Чарми и другие появляются в игре, поддерживают главных героев и дают им советы. Злодеями в этой игре являются Доктор Эггман, новый враг — шакал Инфинит (англ. Infinite the Jackal) и иллюзии, которые он создаёт (Хаос, Метал Соник, ёж Шэдоу, Завок).
Каждый из персонажей имеет свой стиль геймплея. Игровой процесс за Классического Соника включает в себя уровни в двухмерной перспективе, наподобие старых игр серии, в то время как уровни для Современного Соника представляют собой плавные переходы от двухмерного геймплея к трёхмерному и напоминают игры Sonic Unleashed, Sonic Colors и Sonic Generations. Игровой процесс созданного игроком персонажа Аватара совпадает с геймплеем Современного Соника, но для него предусмотрены специальные гаджеты, называемые виспонами, включающие в себя огнемёт, молот и прочие приспособления.
В дополнении под названием Episode Shadow (рус. Эпизод Шэдоу) игроку даётся возможность поиграть за ежа Шэдоу; это первый (после перезапуска 2006 года) раз, когда данный персонаж стал играбельным в игре основной линейки. Игровой процесс за Шэдоу идентичен таковому за Современного Соника.

## Сюжет
Доктор Эггман нападает на город, и Соник отправляется его остановить. Неожиданно, на его пути встаёт шакал Инфинит, который с лёгкостью побеждает Соника, и тот попадает в плен на борту Яйца Смерти, а Эггман со своими подручными за полгода захватывают весь мир. Позже, ехидна Наклз создаёт отряд сопротивления, в числе которого находится и созданный игроком персонаж. Отряд узнаёт о местонахождении Соника, после чего новобранец крадёт космический шаттл, проникает в Яйцо Смерти и спасает Соника. Вернувшись в город, Тейлз подвергается нападению Хаоса, но его спасает Классический Соник, который из-за силы Фантомного Рубина (англ. Phantom Ruby) оказался в их измерении. Они отправляются шпионить за Эггманом, где узнают больше о Фантомном Рубине и о том, что у Эггмана есть план, который уничтожит сопротивление за три дня.
Тем временем Соник сталкивается с Шэдоу, который рассказывает, что Шэдоу, который служит Эггману, — это двойник, созданный Инфинитом, как и двойники других злодеев. Шэдоу также рассказывает, что Эггман хочет создать неограниченное количество таких двойников, чтобы усилить свою армию. Тейлз проникает в компьютерную сеть Эггмана и обнаруживает слабое место Фантомного Рубина: камень напрямую питается от Яйца Смерти и без него становится бесполезным. Пока новобранец устраивает диверсию, Яйцо Смерти уничтожает Классический Соник. Полагая, что они одержали верх, сопротивление атакует столицу империи Эггмана, Метрополис. Однако у Эггмана есть резервный источник энергии, спрятанный в крепости империи, и пока сопротивление пытается прорваться к нему, он приказывает Инфиниту создать над планетой второе солнце, похожее на астероид, которое при столкновении уничтожит всё на своем пути. Быстро сообразив, новобранец использует найденный им прототип Фантомного Рубина, чтобы рассеять солнце и спасти героев. Затем Соник и новобранец сражаются с Инфинитом и побеждают его, но Эггман раскрывает ещё один запасной план: он перемещает Фантомный Рубин в своего робота и сражается с сопротивлением напрямую. Совместными усилиями два Соника и новобранец побеждают Эггмана, а местонахождение доктора остаётся неизвестным. После уничтожения Фантомного Рубина двойники, созданные Инфинитом, окончательно исчезают, Классический Соник возвращается в своё измерение, сопротивление распадается, а Современный Соник и его друзья отправляются восстанавливать города, разрушенные войной.

### Episode Shadow
Episode Shadow служит приквелом к основному сюжету игры. Шэдоу, вместе с Е-123 Омега, отправляется в город на вражескую территорию для разведки. По мере выполнения задания, Омега подвергается внешнему воздействию неизвестного происхождения, из-за чего он отключается. Позже Шэдоу выясняет, что Омега был сильно повреждён Инфинитом, которого Шэдоу сперва не узнаёт. Инфинит, с помощью Фантомного Рубина, заставляет Шэдоу вспомнить тот момент, когда они впервые встретились.
Во время проникновения Шэдоу на одну из баз Эггмана, доктор приказывает лидеру группы шакалов-наёмников, остальные члены которой ранее были уничтожены, убить ежа и защитить базу. Однако его усилия оказываются тщетными: Шэдоу легко побеждает главаря наёмников, оскорбляет его слабость и уходит. Не выдержав боли от того, что его назвали «слабым», он скрывает своё прошлое и, благодаря Эггману, получает новую силу из Фантомного Рубина, назвав себя Инфинит. Далее, Шэдоу переносится в Зелёные холмы, где Инфинит демонстрирует свою способность манипулировать сознанием живых существ. В конце концов, Шэдоу приходит в себя в настоящем мире, где за него уже начала беспокоиться Руж. Инфинит заявляет Шэдоу, что даже Соник не сможет остановить его, после чего история заканчивается.

## Разработка и выпуск
Sonic Forces разрабатывался Sonic Team, той же командой, которая была ответственна за Sonic Unleashed, Sonic Colors и Sonic Generations, с продюсерами Такаси Иидзукой и Сюном Накамурой во главе. Разработка началась в 2013 году, через некоторое время после выхода Sonic Lost World. Разработкой руководил дизайнер Морио Кисимото, а композитором игры являлся Томоя Отани.
Платформер был приурочен к 25-летию со дня выхода первой игры серии. Название Sonic Forces было придумано из-за вечного противостояния между Соником и доктором Эггманом, и связано с такими словами, как власть и армия. Как в Sonic Generations, игровыми персонажами являются два Соника. Помимо них, разработчики ввели ещё одного нового персонажа, которого может создавать сам игрок: изменять можно как его внешний вид, так и одежду, а на выбор даются волк, кролик, кот, собака, медведь, птица и ёж, каждый из которых обладает уникальными способностями. При создании игрового процесса, Sonic Team опиралась на геймплей Sonic Unleashed. В техническом плане важным нововведением стало внедрение Hedgehog Engine 2 — обновленной версии игрового движка Hedgehog Engine.
Игра, вместе с Sonic Mania, была анонсирована 22 июля 2016 года во время мероприятия Sonic 25th Anniversary, который проходил на выставке San Diego Comic-Con. Первоначально игра носила кодовое название Project Sonic 2017, но под нынешним названием она стала известна только в марте 2017 года во время проведения фестиваля South by Southwest в городе Остин (США). Из-за присутствия в тизер-трейлере Современного и Классического Соника, некоторые журналисты предположили, что игра является сиквелом Sonic Generations, но Иидзука подтвердил, что это отдельный проект. Игра демонстрировалась на выставке Electronic Entertainment Expo 2017.
25 октября 2017 года стала доступна демонстрационная версия игры на Nintendo Switch для жителей Азии. В этой версии содержались три уровня и персонажа: «Green Hill Zone» за Современного Соника, битва с Доктором Эггманом за Классического Соника и «Space Port» за Аватара. На каждый уровень давалось временное ограничение в одну минуту. Позже вышла версия и для PlayStation 4. Для игры выпущен загружаемый контент, включающий в себя эпизод Шэдоу, в котором игроку предстоит играть за чёрного ежа и узнать предысторию событий. Ранее, 31 августа стал доступен предварительный заказ игры для консолей, в который входят одежда для персонажей из таких игр компании Sega, как Nights into Dreams..., Jet Set Radio и других, а также тематический игровой контроллер в стиле проекта с изображением Соника и Инфинита. Для Австралии также в предварительный заказ входит костюм Шэдоу для Аватара. 12 сентября было анонсировано мобильное ответвление игры — Sonic Forces: Speed Battle, вышедшее в ноябре 2017 года.
Выпуск Sonic Forces состоялся 7 ноября 2017 года. В России дистрибьютором игры выступила компания «СофтКлаб», которая выпустила игру с русскими субтитрами. Таким образом, игра является первой в основной серии, официально переведённой на русский язык.

## Оценки и мнения
| Сводный рейтинг       | Сводный рейтинг                                                |
| Агрегатор             | Оценка                                                         |
| --------------------- | -------------------------------------------------------------- |
| GameRankings          | - 62,25 % (XONE) - 58,86 % (PS4) - 56,79 % (NS) - 51,25 % (PC) |
| Metacritic            | 62/100 (XONE) 57/100 (PS4) 57/100 (NS) 56/100 (PC)             |
| Иноязычные издания    |                                                                |
| Издание               | Оценка                                                         |
| Destructoid           | 5,5/10                                                         |
| EGM                   | 7/10                                                           |
| Famitsu               | 35/40                                                          |
| Game Informer         | 6,5/10                                                         |
| GameSpot              | 5/10                                                           |
| GamesRadar+           | 2,5/5                                                          |
| IGN                   | 6,9/10                                                         |
| OXM                   | 5/10                                                           |
| PC Gamer (US)         | 50/100                                                         |
| Polygon               | 5/10                                                           |
| Русскоязычные издания |                                                                |
| Издание               | Оценка                                                         |
| «Игры Mail.ru»        | 5/10                                                           |
| StopGame.ru           | «Проходняк»                                                    |

Sonic Forces получила смешанные отзывы от критиков. Среди плюсов журналисты нашли визуальные эффекты игры, саундтрек, а также систему создания собственного персонажа и современный геймплей. В качестве недостатков, журналисты посетовали на блеклый дизайн уровней, технические проблемы игры, а также игровой процесс за Классического Соника. Многие критики посчитали, что игре не хватает амбиций, и назвали её разочарованием после положительно принятой Sonic Mania, выпущенной ранее в том же году.

#### Комментарии
1. ↑  О событиях, предшествующих перемещению Классического Соника в основное измерение, см. сюжет Sonic Mania.